# József Koszta
Dans le nom hongrois Koszta József, le nom de famille précède le prénom, mais cet article utilise l’ordre habituel en français József Koszta, où le prénom précède le nom.
József Koszta, né le 27 mars 1861 à Brassó, aujourd’hui Brașov en Roumanie – mort le 29 juillet 1949 à Budapest, est un peintre hongrois.